# Girorradio
El girorradio (también conocido como radio de giro, radio de Larmor o radio ciclotrón) es el radio del movimiento circular de una partícula cargada en un campo magnético uniforme. En unidades SI, el girorradio está dado por
{\displaystyle r_{g}={\frac {mv_{\perp }}{|q|B}}}
donde {\displaystyle m} es la masa de la partícula, {\displaystyle v_{\perp }}es la componente de la velocidad perpendicular a la dirección del campo magnético, {\displaystyle q} es la carga eléctrica de la partícula, y {\displaystyle B} es la fuerza del campo magnético.
La frecuencia angular de este movimiento circular es conocida como girofrecuencia, o resonancia ciclotrónica. Se puede expresar así: 
{\displaystyle \omega _{g}={\frac {|q|B}{m}}}
en radianes/segundo.

## Variantes
A menudo es útil asignar a la girofrecuencia un signo, mediante  la expresión
{\displaystyle \omega _{g}={\frac {qB}{m}}}
o en hertz, con
{\displaystyle f_{g}={\frac {qB}{2\pi m}}}
Para electrones, esta frecuencia se puede reducir a
{\displaystyle f_{g,e}=(2.8\times 10^{10}\,\mathrm {hertz} /\mathrm {tesla} )\times B}
En unidades cgs, el girorradio
{\displaystyle r_{g}={\frac {mcv_{\perp }}{|q|B}}}
y la correspondiente girofrecuencia
{\displaystyle \omega _{g}={\frac {|q|B}{mc}}}
incluyen un factor {\displaystyle c} (la velocidad de la luz), porque el campo magnético se expresa en unidades{\displaystyle [B]=g^{1/2}cm^{-1/2}s^{-1}}

## Caso relativista
Para partículas relativistas, la ecuación clásica necesita ser interpretada en términos de momento de partículas {\displaystyle p=\gamma mv}:
{\displaystyle r_{g}={\frac {p_{\perp }}{|q|B}}={\frac {\gamma mv_{\perp }}{|q|B}}}
donde {\displaystyle \gamma } es el factor de Lorentz. Esta ecuación es correcta también en el caso no relativista.
Para cálculos en física de aceleradores y de astropartículas se puede rearreglar la fórmula del girorradio, lo cual da
{\displaystyle r_{g}/\mathrm {meter} =3.3\times {\frac {(\gamma mc^{2}/\mathrm {GeV} )(v_{\perp }/c)}{(|q|/e)(B/\mathrm {Tesla} )}}}
donde {\displaystyle c} es la velocidad de la luz, {\displaystyle \mathrm {GeV} } es gigaelectronvoltios, y {\displaystyle e} es la carga elemental.

## Derivación
Si la partícula cargada está en movimiento, en ella se ejerce una fuerza de Lorentz dada por
{\displaystyle {\vec {F}}=q({\vec {v}}\times {\vec {B}})}
donde {\displaystyle {\vec {v}}} es el vector de velocidad y {\displaystyle {\vec {B}}} es el vector de campo magnético.
Nótese que la dirección de la fuerza está dada por el producto vectorial de la velocidad por el campo magnético. Así, la fuerza de Lorentz siempre será perpendicular a la dirección del movimiento, lo cual provoca el giro de la partícula, o movimiento circular. El radio de este círculo, {\displaystyle r_{g}}, se puede valorar estableciendo una ecuación de la magnitud de la fuerza de Lorentz con respecto a la fuerza centrípeta, así:
{\displaystyle {\frac {mv_{\perp }^{2}}{r_{g}}}=|q|v_{\perp }B}
Rearreglando, el girorradio se puede expresar así:
{\displaystyle r_{g}={\frac {mv_{\perp }}{|q|B}}}
Así, el girorradio es directamente proporcional a la masa de la partícula y a la velocidad perpendicular, e inversamente proporcional a la carga eléctrica de la partícula y a la fuerza del campo magnético. El tiempo que requiere la partícula para completar una revolución, denominada el período, se puede calcular, el cual resultará así:
{\displaystyle T_{g}={\frac {2\pi r_{g}}{v_{\perp }}}}
Dado que el período es el recíproco de la frecuencia, se ha encontrado que
{\displaystyle f_{g}={\frac {1}{T_{g}}}={\frac {|q|B}{2\pi m}}}
y por tanto
.{\displaystyle \omega _{g}={\frac {|q|B}{m}}}